# I Am Your Father
I Am Your Father és una pel·lícula documental biogràfica hispano-britànica del 2015 dirigida per Toni Bestard i Marcos Cabotá i produïda per IB3 Televisió i les productores Nova Televisió, Singular Audiovisual i Strange Friends. El gener de 2017 Netflix va comprar-ne els drets per l'emissió a novell mundial.

## Sinopsi
Darth Vader és considerat el millor vilà de la història del cinema gràcies a La guerra de les galàxies. La seva silueta, la seva respiració, els seus moviments, tot el que envolta a la figura d'aquest personatge icònic és reconegut a nivell mundial. Tot llevat una cosa: l'actor anglès David Prowse, l'home darrera la màscara. Com pot ser que l'home que va interpretar al vilà més icònic de la Història del Cinema sigui un complet desconegut?
En aquests moments Prowse té vuitanta anys i viu als afores de Londres; un jove director el visita amb una proposta: tornar a rodar una seqüència de la mítica trilogia, una seqüència que se li va prohibir rodar en el seu moment i que va impedir que el rostre de Prowse fos tan reconegut com els dels seus companys de repartiment, per tal de reparar la injustícia. La pista del retall d'un diari local de Califòrnia de 1978 on Prowse va vaticinar un dels girs dramàtics més famosos de la història del cinema, potser també ajudarà a desvelar els veritables motius del rebuig de Lucas cap a l'actor que va interpretar el seu personatge més emblemàtic.

## Crítiques
| «                                         | "Bestard i Cabotá brinden un molt elaborat documental sobre una història que ells mateixos descriuen repleta de llums i ombres. (...) Puntuació: ★★ (sobre 5)" | » |
| — Lluís Bonet Mojica: Diari La Vanguardia | |   |

| «                           | "Per als qui vulguin descobrir el costat fosc de la relació entre Darth Vader i George Lucas (...) Més que l'objecte d'una recerca, el film es planteja com la reparació d'una injustícia. (...) Puntuació: ★★★ (sobre 5)" | » |
| — Roger Salvans: Fotogramas | |   |

## Nominacions
- Medalles del Cercle d'Escriptors Cinematogràfics de 2015: Nominada al millor documental[4]
- Nominada al Goya a la millor pel·lícula documental (2016).[5]
- Premis Cinematogràfics José María Forqué: Nominada a millor documental (2016)[6]